# 玛丽·切斯纳特的内战
玛丽·切斯纳特的内战是C·范恩·伍德沃德的一本关于美国内战的历史著作，收集并注释了南卡罗莱纳州农场主玛丽·博伊金·切斯纳特在内战时期的日记，耶魯大學出版社1981年出版，获1982年的普利策历史奖。